# Cigar box guitar
Une cigar box guitar ou CBG est un cordophone primitif. C'est une guitare dont la caisse de résonance est une boite à cigare. Le mot guitare se réfère à l'instrument traditionnel à six cordes et à la guitare basse. Les premiers modèles avaient une ou deux cordes, le modèle moderne en utilise généralement une, deux, trois ou plus. De manière générale, les cordes sont reliées entre l'extrémité d'un manche à balai ou un manche en bois et à un résonateur: la boîte à cigares.

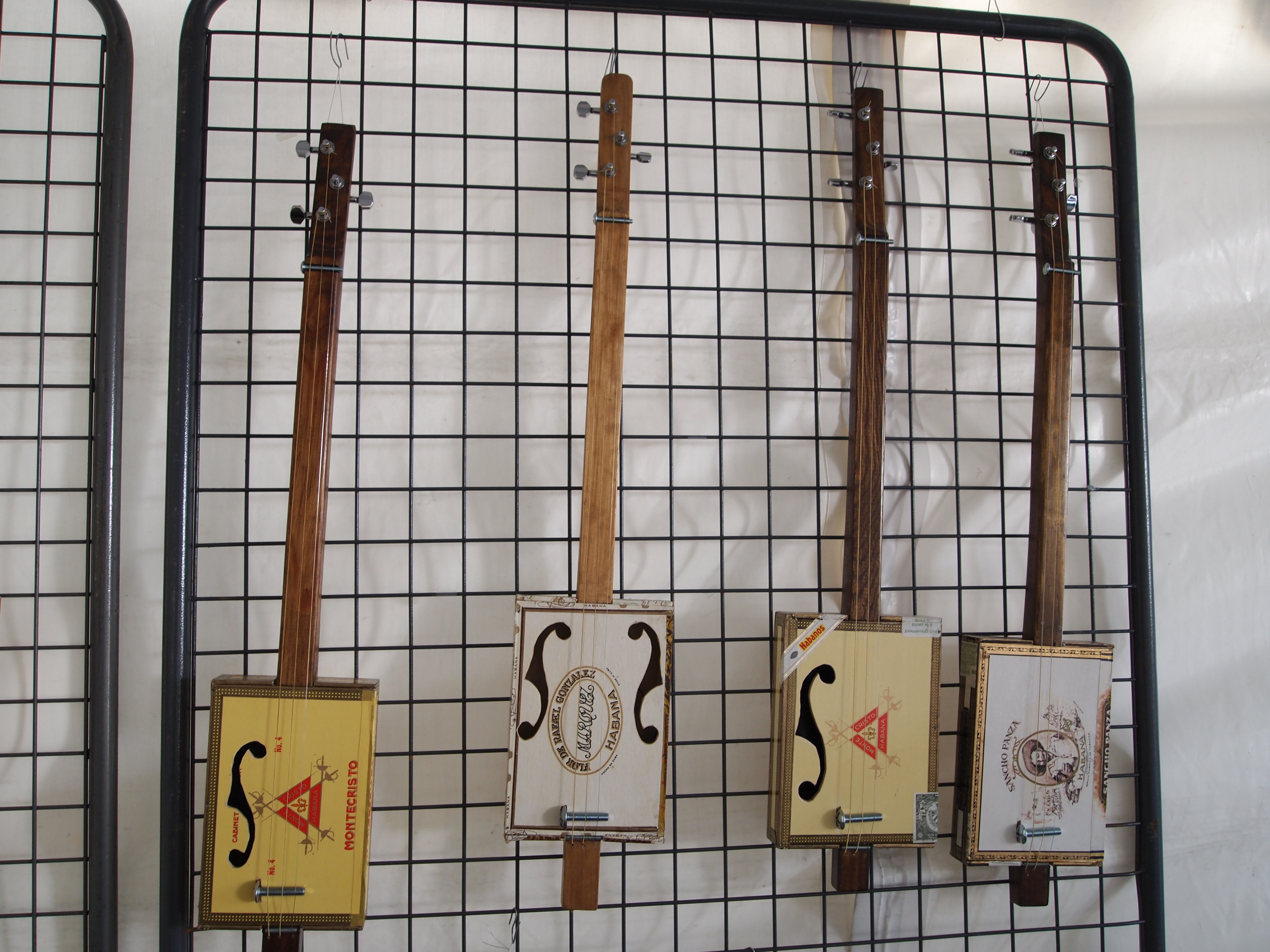
plusieurs cigar box guitars

## Historique
Aux États-Unis les cigares étaient autrefois emballés dans des boîtes, des caisses et des barils et ce dès 1800, mais les boîtes de petite taille que nous connaissons aujourd'hui n’existaient pas avant 1840. Jusque-là, les cigares étaient expédiés dans de grandes caisses contenant 100 pièces ou plus par boites. Après 1840, les fabricants de cigares ont commencé à utiliser des boîtes plus petites, plus faciles à transporter avec 20-50 cigares par boîtes. C'est le "United States Revenue Act" de 1864 qui fit une  obligation légale pour tous les cigares à être emballés dans des boîtes. L'année suivante, le président Lincoln introduisit une loi pour que les cigares déclarés soient emballés dans des boites de 25, 50, 100 ou 250 cigares. Des boites de cigares de taille normale vendus par cinq  et dix n'ont été légalisés qu'en 1910.
Des preuves attestent l'existence d'instrument fait en boîte à cigares de 1840 à 1860. La plus ancienne preuve illustrée d'un instrument de boîte à cigares connue est une gravure datant de 1876 montrant deux soldats de la guerre civile dans un camp, l'un jouant avec un violon fait de boîte à cigares (cigar box fiddle). La gravure a été créée par l'illustrateur et artiste Edwin Forbes, qui, sous la bannière du journal Frank Leslie Illustrated, a travaillé pour l'armée de l'Union.
La gravure a été incluse dans l’œuvre de Forbes: Life Stories of the Great Army. Dans la gravure, on voit clairement sur la boîte à cigares composant le violon la marque de cigares « Figaro ». En plus de la gravure, les plans pour un banjo en boîte à cigares ont été publiés par Daniel Carter Beard, cofondateur des  Boy Scouts of America, en 1884, dans le livre Christmas Eve with Uncle Enos.
Les plans, finalement rebaptisés How to Build an Uncle Enos Banjo (comment construire un banjo oncle Enos) pour le livre de Beard : American Boy’s Handy Book sont incorporés dans l'édition de 1890 comme matériel supplémentaire à l'arrière du livre. Ces plans font l'impasse sur l'histoire de l'instrument, mais montrent étape par étape, la description d'un banjo sans frettes de cinq cordes fait d'une boîte à cigares. Il pourrait sembler à première vue que les premiers instruments en boîte à cigares étaient extrêmement primitifs, mais ce ne fut pas toujours le cas.
Bill Jehle, conservateur du National Cigar Box Guitar Museum, et auteur de: One Man's Trash: A History of the Cigar Box Guitar, a acquis deux violons en boîte à cigares construits en 1886 et 1889 qui semblent jouables et bien construits. Le violon de 1886 a été fait pour un garçon de 8 ans et est certainement jouable, le violon 1889 a un manche et un chevillier bien taillés. Ce dernier instrument a été conçu pour en jouer sérieusement. Les guitares et violons en boîte à cigares ont également contribué à l'augmentation des jug et des blues bands. Comme la plupart de ces artistes étaient des noirs américains vivant dans la pauvreté, beaucoup ne pouvaient pas se permettre d'avoir un "véritable" instrument. À cause de cela, ces artistes utilisèrent toute sorte d'instruments improvisés comme la basse faite à partir d'une grande bassine de lessiveuse, des cruches comme trompette, des planches à laver pour la percussion, l'harmonica, et bien entendu des cigar box guitars.
La Grande Dépression des années 1930 a vu une résurgence des instruments de musique faits maison. Les temps étaient durs dans le sud et pour se divertir les gens assis devant le porche de leur maison chantaient leur blues. Les instruments de musique étaient hors de portée de tout le monde, mais une vieille boîte à cigares, un morceau de manche à balai et quelques fils tirés de la moustiquaire de la porte et une guitare était née.

## Renouveau
Une renaissance moderne de ces instruments (aussi connue comme la cigar box guitar revolution) a eu lieu dans les années 2000 et continue de nos jours avec une augmentation des constructeurs et interprètes de CBG. Cette révolution a eu lieu aux États-Unis d'abord avec des musiciens underground qui se produisent régulièrement dans des festivals dédiés à cet instrument ou lors des festivals de blues. Entre autres : Docteur Oakroot, Johnny Lowebow, Tomi-O, Robert Johnston, Ted Crocker, Seasick Steve, Samantha Fish, Justin Johnson ou encore Shane Speal, autoproclamé King of Cigar Box Guitar (roi de la guitare de boîte à cigares).
Cette renaissance moderne est parfois due à l'intérêt pour les jugband et de la culture du do it yourself (DIY traduisible par fais-le toi-même), une boîte de cigares est relativement bon marché si l'on considère d'autres facteurs, tels que les cordes et les délais de construction. Beaucoup de CBG  modernes peuvent  donc être considérés comme un type de pratique en lutherie, et avec la possibilité d'y ajouter de nombreuses touches personnelles, telles que l'ajout de micros piézos ou électromagnétiques ou de cônes résonateurs comme sur les guitares Dobro.
La renaissance moderne de la CBG a été documentée dans le film de 2008  Songs Inside The Box de Max Shores, qui a été tourné principalement durant le festival annuel à Huntsville, Alabama; le Cigar Box Guitar Extravaganza.
Elle se poursuit 10 ans après et sur le vieux continent, en Grande Bretagne plus précisément ou la BBC a filmé Cigar Box Blues - The Makers of a Revolution (2019) montrant que le mouvement est toujours là.

## France
Le phénomène a aussi touché la France où des artistes et fabricants comme TINQUI8 (Jelly guitare), Orville Grant ou Marcelus CBG contribuent à la pratique de cet instrument.
Depuis le 6 octobre 2012, la CBG a son festival français : le BSA France Festival de Cigar Box Guitares.
Pascal Kalou Touquet, fabricant, joueur et auteur du premier ouvrage sur la CBG en français. Membre fondateur des Mash Monkeys, groupe ne jouant qu'avec des instruments fabriqués.
Jacques Corre un artisan français a même crée une exposition itinérante.
Une collection de cigar box guitar et autres instruments de fabrication artisanale. Il initie le jeune public à la fabrication de diddley bow (instrument à une seule corde) et guide les plus grands lors d'ateliers pour les aider à fabriquer leur cigar box guitar.

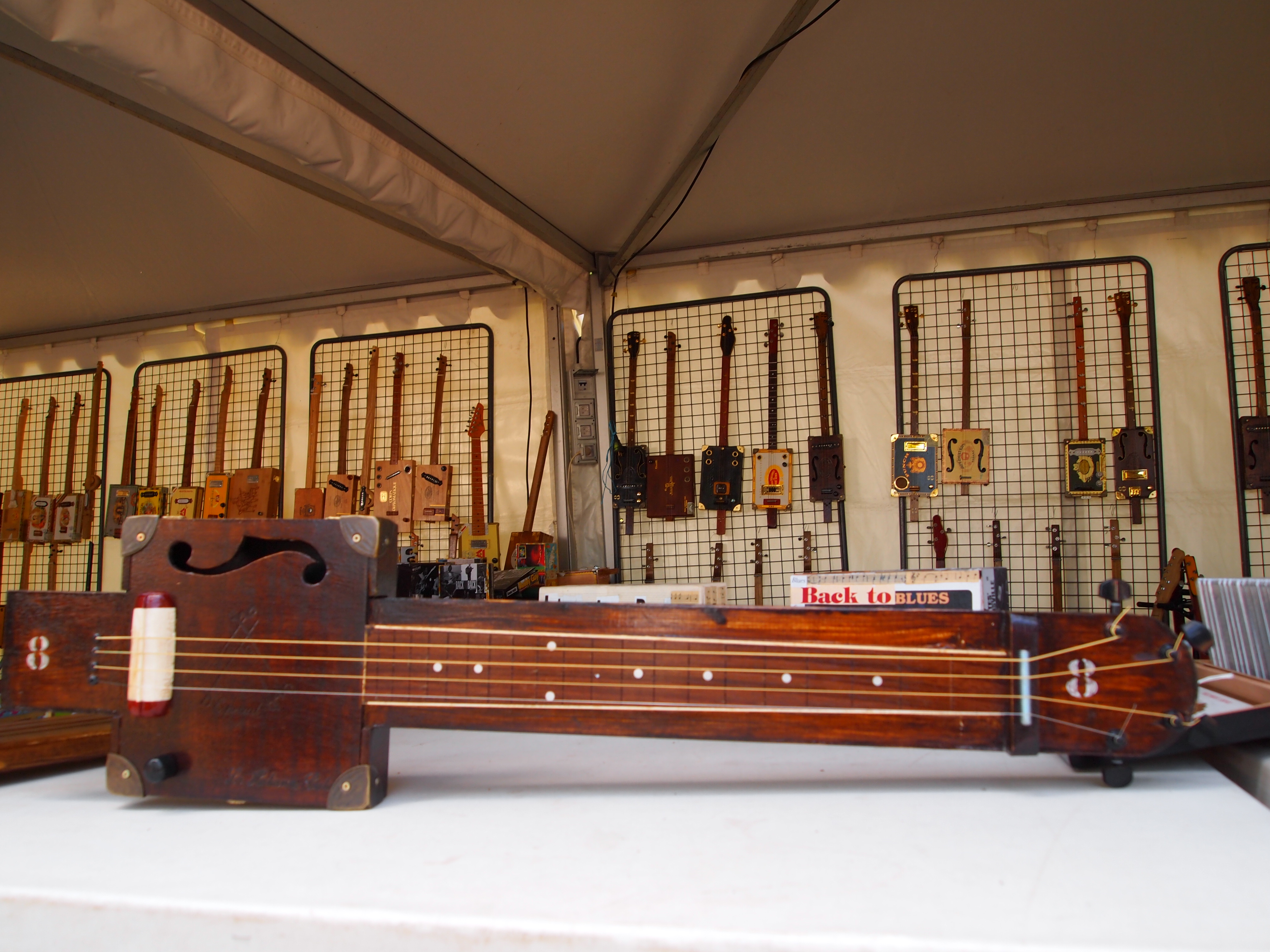
Exposition de Cigar box guitars, Blues Passion 2011 Cognac

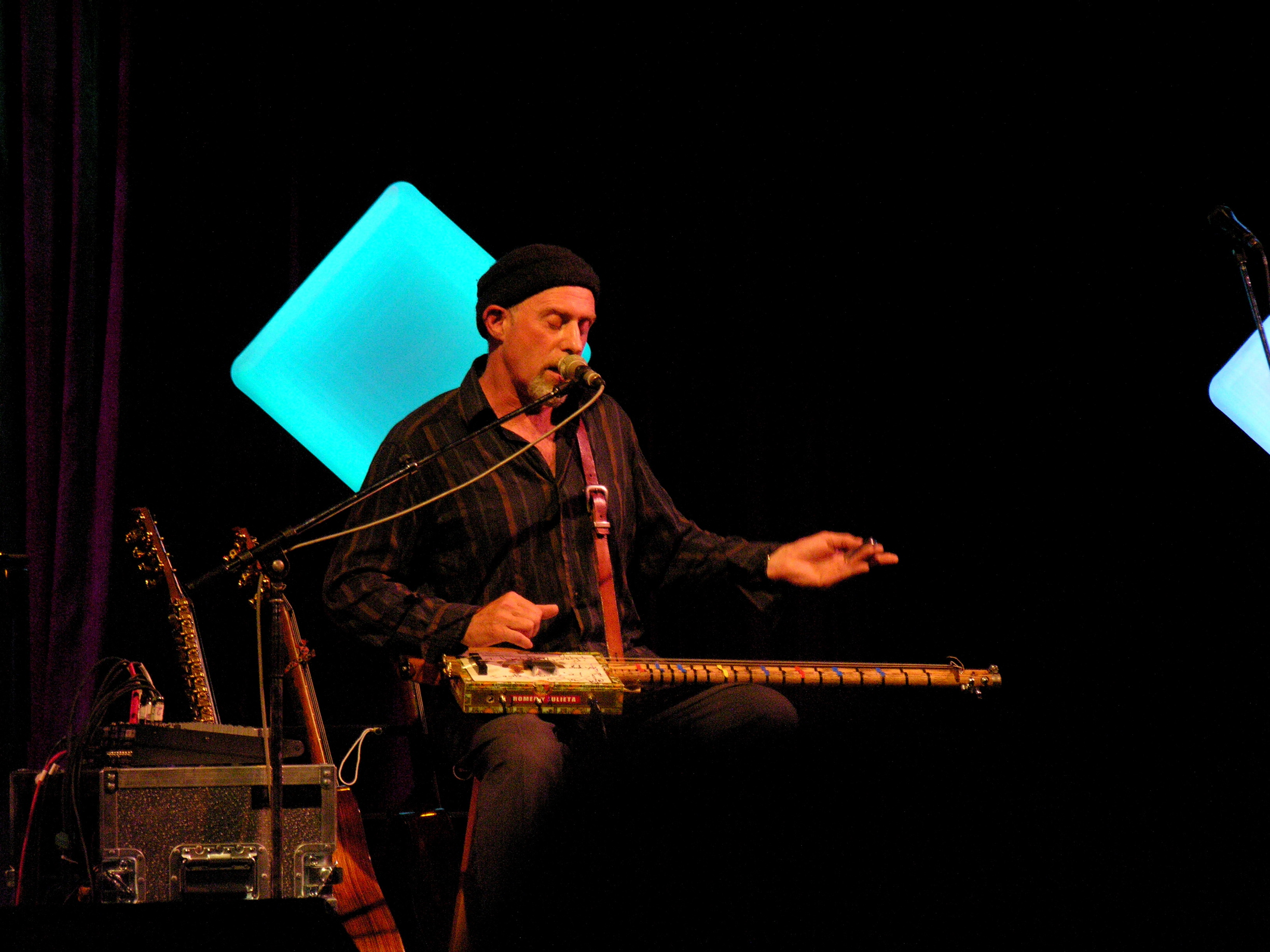
Harry Manx

## Utilisateurs
- Marc Ribot dans l'album de Tom Waits Real Gone.

- Harry Manx qui utilise une cigar box guitar de sa fabrication.

- Jimi Hendrix aurait eu une cigar box guitar comme premier instrument à l'âge de cinq ans.

- B.B.King et Louis Armstrong aussi.

- Bonny B. joue avec une cigar box guitar à 1  corde uniquement.

- Luther Dickinson, le guitariste des North Mississippi Allstars, utilise une  cigar box guitar électrique construite par John Lowe: la "Lowebow".

- Billy Gibbons des ZZ Top joue sur cigar box guitar construite par Kurt Schoen[2].

- Richard Johnston, le sujet du documentaire de Max Shores de 2005 Richard Johnston: Hill Country Troubadour, joue avec une Lowebow. Johnston est à l'origine du design de cet instrument avec le constructeur, John Lowe.

- Tom Waits joue sur un cigar box banjo dans son album Real Gone.

- Seasick Steve joue de plusieurs instruments étranges et personnalisés, parmi eux une cigar box guitar[3]

- Ed King de Lynyrd Skynyrd joue sur une cigar box guitar faite par Tomi-O[4].

- Chris Ballew, chanteur de The Presidents of the United States of America, a enregistré des chansons jouées sur une basse cigar box à une corde fabriquée par Shane Speal.

- Kevin M. Kraft, un chanteur compositeur éclectique de Kansas City, Missouri, utilise, ses propres cigar box slide guitars presque exclusivement, et comme réalisateur indépendant il a filmé sa diddly bow  dans le court métrage acclamé par la critique DRIFTERS[5].

- Joe Buck, un performeur de one-man-band également membre du Hank Williams III's band Assjack, joue sur une cigar box guitar faite par Tomi-O[4].

- Robert Hamilton des Low-Country Messiahs joue sur une 3-cordes  cigar box guitar toujours de Tomi-O.

- PJ Harvey joue sur une Baratto Cigfiddle[6].

- Paul Mac Carney a récemment joué sur une Matty Barrato aussi.

- Charlie Brown, des Peanuts comic strip, a joué quelques fois du cigar-box banjo dans les premiers épisodes (début 1950)[7]

- Lightnin' Hopkins a joué de la cigar box guitar et a dit à ce sujet:

« Alors je suis allé de l'avant et me suis fait une guitare. Je me suis acheté une boîte à cigares, j'ai coupé un trou rond au milieu de celle-ci, pris un petit morceau de planche, et l'ai cloué sur cette boîte à cigares, et j'ai eu un peu de fil d'écran de moustique et je me suis fait un chevalet et l'ai élevé suffisamment pour que cela sonne à l'intérieur de cette petite boîte, et de ça j'ai sorti un accord. J'ai gardé cet accord et j'ai joué à partir de là. »

— Lightnin' Hopkins
- Samantha Fish

- Alain Johannes joue de la cigar box guitar dans l'intégralité de son premier disque solo "Spark", ainsi qu'en tournée.

- Reverend Peyton du The Reverend Peyton's Big Damn Band joue sur cigar box guitar à trois cordes.

- Orville Grant joue intégralement des CBG sur son album d'avril 2015 "Orville and The Woodbox".

- Pascal Touquet, alias "Kalou CBG", auteur du Petit manuel de la Cigar Box Guitar (Éditions : Lulu.com).

- Juzzie Smith, le busker "One Man Band" de la côte est de l'Australie, utilise une cigar box guitar de sa fabrication.